# Dipangkorn Rasmijoti
Dipangkorn Rasmijoti (thai: สมเด็จพระเจ้าลูกยาเธอ เจ้าฟ้าทีปังกรรัศมีโชติ มหาวชิโรตตมางกูร สิริวิบูลยราชกุมาร; Bangkok, 29 aprile 2005) è un principe e militare thailandese.
È l'unico figlio di Vajiralongkorn e della sua terza moglie, Srirasmi Suwadee, ed è il primo in linea di successione al trono di Thailandia.
Nonostante i suoi genitori abbiano divorziato, è l'unico figlio maschio riconosciuto ufficialmente dal re. Ha infatti altri quattro fratellastri dalla seconda relazione di suo padre, disconosciuti dopo che questi ripudiò la seconda moglie, nel 1996.

## Biografia

### Infanzia

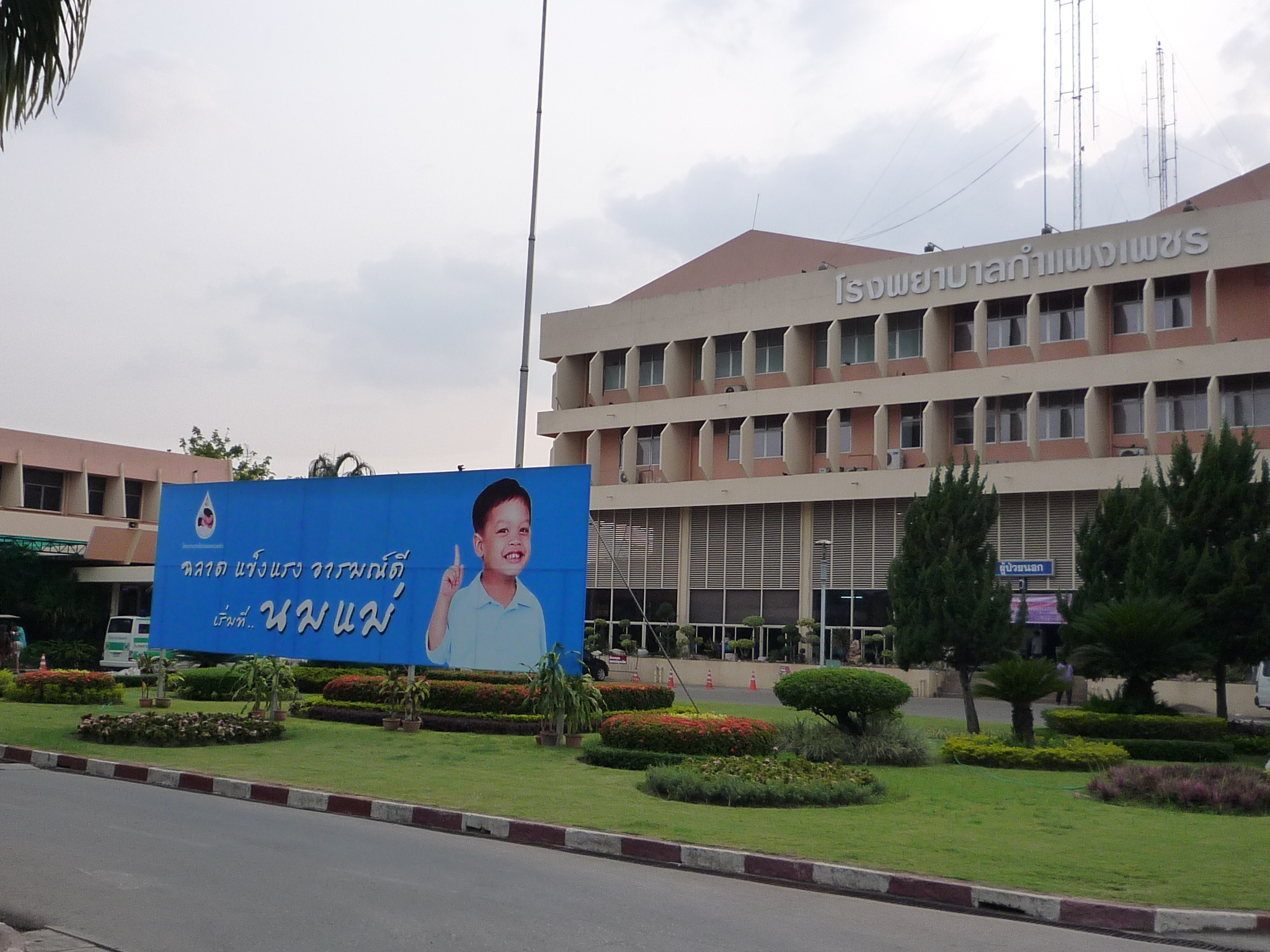
Un'immagine del principe davanti al Kamphaeng Phet Hospital, concessa per la campagna di sua madre

È nato nel 2005 con taglio cesareo al Siriraj Hospital di Bangkok e il 15 giugno il suo nome fu annunciato dal nonno Bhumibol Adulyadej. Una cerimonia per celebrare il suo primo mese di nascita si tenne il 17 giugno alla Sala del trono Ananta Samakhom.
Quando era bambino vennero utilizzate immagini che lo ritraevano nella campagna avviata da sua madre per promuovere l'allattamento al seno.

### Educazione

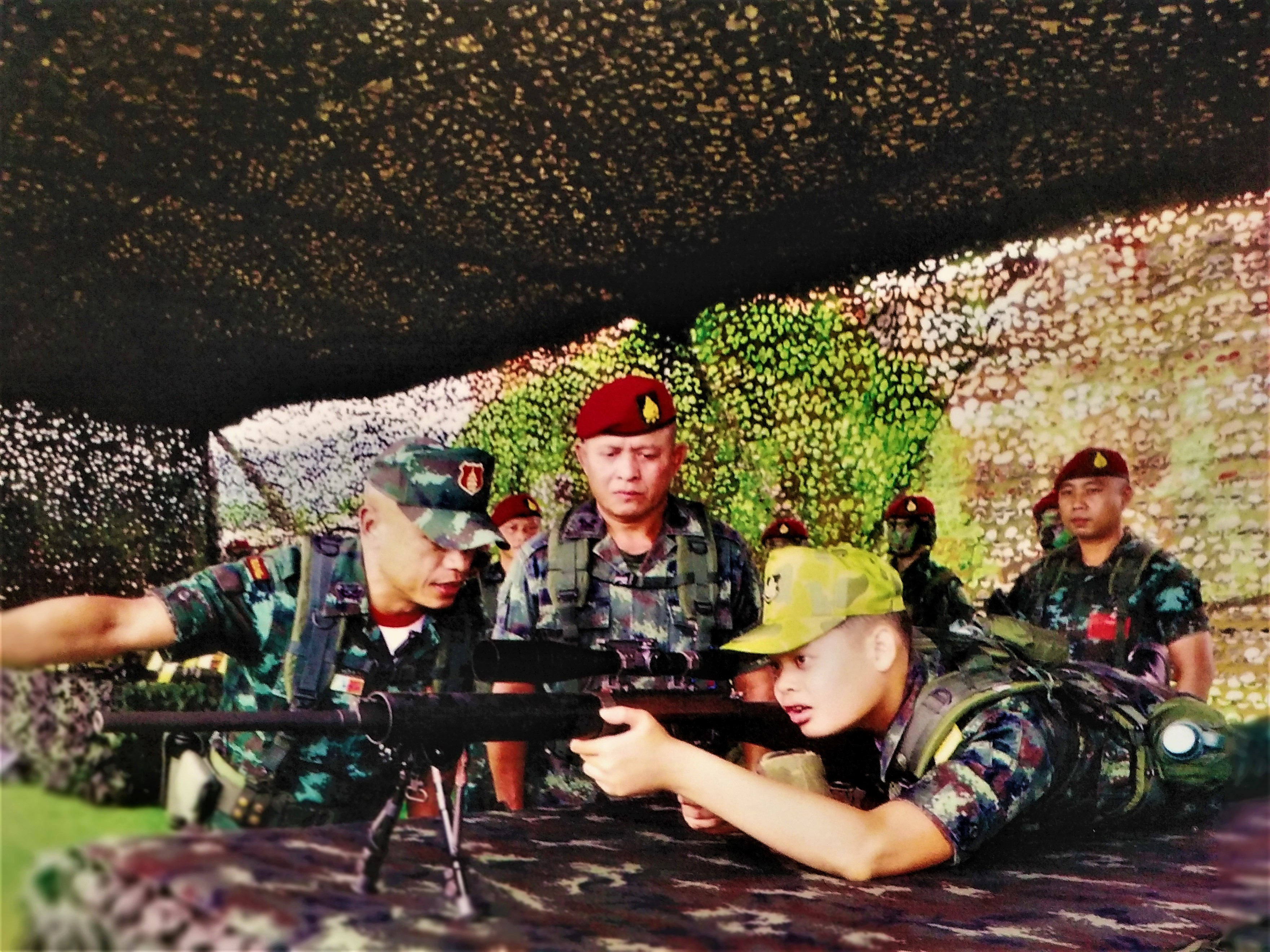
Il principe durante l'addestramento preliminare alla Chulachomklao Royal Military Academy, nel settembre 2019

Dal 2009 al 2014 frequentò la Chitralada School di palazzo Dusit. Ha poi studiato alla Bavarian International School ad Haimhausen ed è stato iscritto a una scuola che si occupa di allievi con bisogni educativi speciali a Geretsried.

### Vita personale
Secondo Bild, il principe non ha avuto contatti con sua madre da quando è avvenuto il divorzio dei genitori, nel 2014, e risiede in una villa a Tutzing, sul lago di Starnberg, con una ventina di domestici. Un ex impiegato del palazzo reale ha dichiarato al quotidiano tedesco che Dipangkorn è affetto dai disturbi dello spettro autistico.

### Erede presunto
La posizione di Dipangkorn nella linea di successione è incerta, in quanto la Palace Law of Succession del 1924 vuole che sia il primo figlio maschio del re e della sua consorte ad accedere al trono. Tuttavia, i suoi genitori divorziarono prima che Vajiralongkorn diventasse re e, inoltre, le figlie femmine hanno la possibilità di diventare sovrane se nessun erede è stato designato in maniera ufficiale dal monarca.

### Attività
In occasione dei suoi diciotto anni, nel 2023 il Dipartimento delle Pubbliche Relazioni della Thailandia ha trasmesso un documentario sul principe e i suoi doveri pubblici. In particolare, si dedica al volontariato quando è in Thailandia.

## Titoli e trattamento
Il suo titolo è "Sua Altezza Reale il principe Dipangkorn Rasmijoti Ririvibulyarajakumar".

## Ascendenza
|                         |     |                              | Genitori                  |  |  | Nonni |  |  | Bisnonni          |  |  | Trisnonni     |  |
|                         |     |                              |                           |  |  |       |  |  | Mahidol Adulyadej |  |  | Chulalongkorn |  |
|                         |     |                              |                           |  |  |       |  |  | Mahidol Adulyadej |  |  | Chulalongkorn |  |
|                         |     | Savang Vadhana               |                           |  |  |       |  |  | Mahidol Adulyadej |  |  |               |  |
| Bhumibol Adulyadej      |     |                              |                           |  |  |       |  |  | Mahidol Adulyadej |  |  |               |  |
|                         |     | Srinagarindra                | Chu Chukramol             |  |  |       |  |  |                   |  |  |               |  |
|                         |     | Srinagarindra                | Chu Chukramol             |  |  |       |  |  |                   |  |  |               |  |
|                         |     | Srinagarindra                | Kham Chukramol            |  |  |       |  |  |                   |  |  |               |  |
| Vajiralongkorn          |     | Srinagarindra                |                           |  |  |       |  |  |                   |  |  |               |  |
|                         |     | Nakkhatra Mangala Kitiyakara | Kitiyakara Voralaksana    |  |  |       |  |  |                   |  |  |               |  |
|                         |     | Nakkhatra Mangala Kitiyakara | Kitiyakara Voralaksana    |  |  |       |  |  |                   |  |  |               |  |
|                         |     | Nakkhatra Mangala Kitiyakara | Apsarasaman Devakula      |  |  |       |  |  |                   |  |  |               |  |
| Sirikit                 |     | Nakkhatra Mangala Kitiyakara |                           |  |  |       |  |  |                   |  |  |               |  |
|                         |     | Bua Snidvongs                | Sathan Snidvongs          |  |  |       |  |  |                   |  |  |               |  |
|                         |     | Bua Snidvongs                | Sathan Snidvongs          |  |  |       |  |  |                   |  |  |               |  |
|                         |     | Bua Snidvongs                | Bang Snidvongs na Ayudhya |  |  |       |  |  |                   |  |  |               |  |
| Dipangkorn Rasmijoti    |     | Bua Snidvongs                |                           |  |  |       |  |  |                   |  |  |               |  |
|                         | ... | ...                          |                           |  |  |       |  |  |                   |  |  |               |  |
|                         | ... | ...                          |                           |  |  |       |  |  |                   |  |  |               |  |
|                         | ... | ...                          |                           |  |  |       |  |  |                   |  |  |               |  |
| Apiruj Suwadee          | ... |                              |                           |  |  |       |  |  |                   |  |  |               |  |
|                         |     | ...                          | ...                       |  |  |       |  |  |                   |  |  |               |  |
|                         |     | ...                          | ...                       |  |  |       |  |  |                   |  |  |               |  |
|                         |     | ...                          | ...                       |  |  |       |  |  |                   |  |  |               |  |
| Srirasmi Suwadee        |     | ...                          |                           |  |  |       |  |  |                   |  |  |               |  |
|                         |     | ...                          | ...                       |  |  |       |  |  |                   |  |  |               |  |
|                         |     | ...                          | ...                       |  |  |       |  |  |                   |  |  |               |  |
|                         |     | ...                          | ...                       |  |  |       |  |  |                   |  |  |               |  |
| Wanthanee Koet-amphaeng |     | ...                          |                           |  |  |       |  |  |                   |  |  |               |  |
|                         |     | ...                          | ...                       |  |  |       |  |  |                   |  |  |               |  |
|                         |     | ...                          | ...                       |  |  |       |  |  |                   |  |  |               |  |
|                         |     | ...                          | ...                       |  |  |       |  |  |                   |  |  |               |  |
|                         |     | ...                          |                           |  |  |       |  |  |                   |  |  |               |  |